# Clima de México

Mapa de México con la Clasificación climática de Köppen

El clima de México es muy variado. El Trópico de Cáncer divide el país en zonas templadas y tropicales. La tierra al norte del paralelo veinticuatro experimenta temperaturas más bajas durante los meses de invierno. Al sur del paralelo veinticuatro, las temperaturas son más constantes durante el año y varían únicamente en función de la elevación. El norte del país suele recibir menos precipitación que el sur.

## Por región
Las áreas al sur del paralelo 24 norte, con elevaciones por debajo de 1,000 metros (3,281 pies) (las partes meridionales de ambas planicies costeras así como la Península de Yucatán), tienen una temperatura media anual entre 24 y 28 °C (75.2 y 82.4 °F). Allí las temperaturas permanecen altas durante todo el año, con solo una diferencia de 5 °C (9 °F) entre las temperaturas medias de invierno y verano. No obstante, las áreas altas al norte del paralelo veinticuatro son cálidas y húmedas durante el verano, generalmente tienen promedios anuales de temperatura más bajos (de 20 a 24 °C o 68.0 a 75.2 °F) debido a condiciones más moderadas durante el invierno.

Selva Lacandona, Chiapas. Clima tropical ecuatorial (Af)
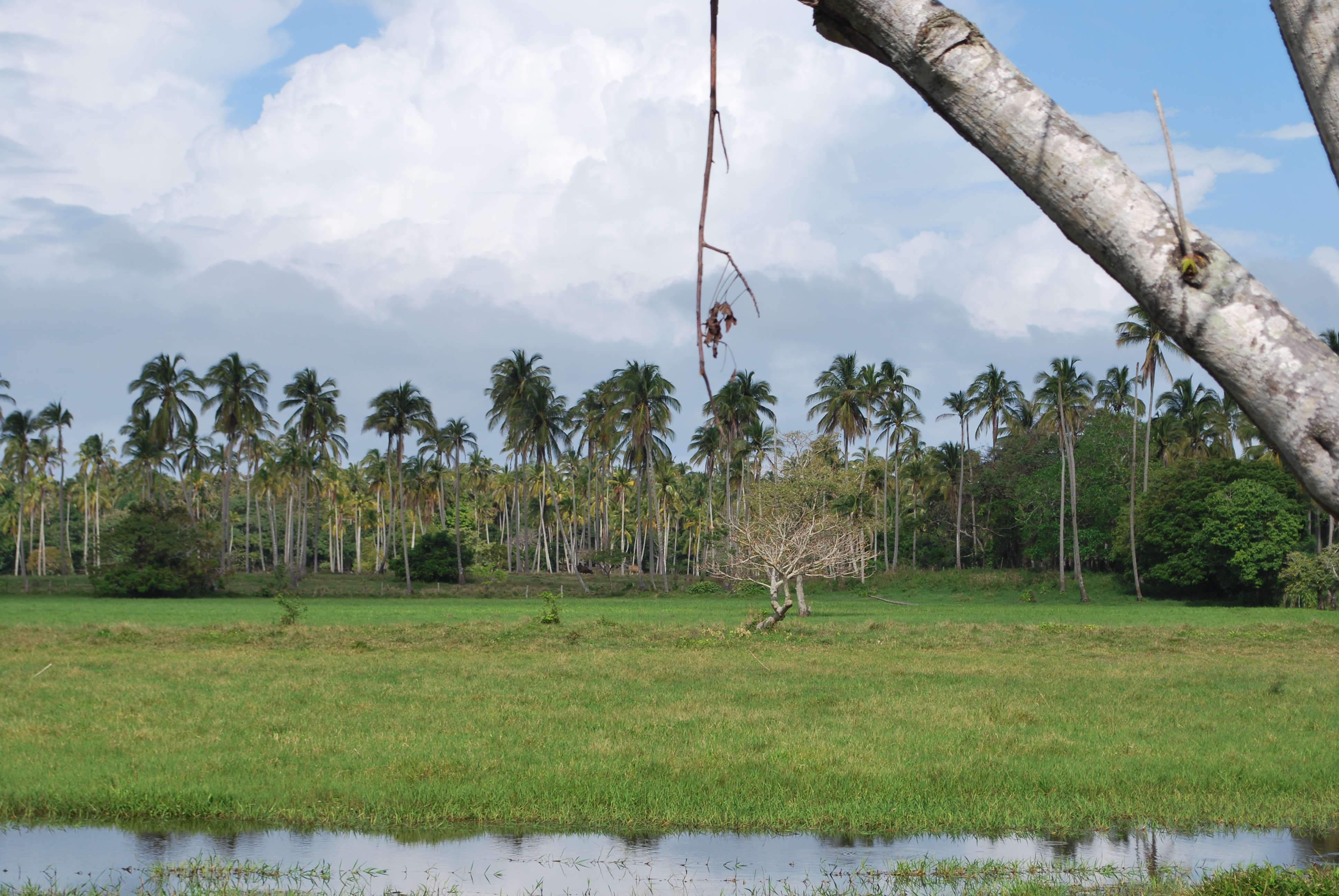
Chontalpa, Veracruz. Clima tropical de monzón (Am)
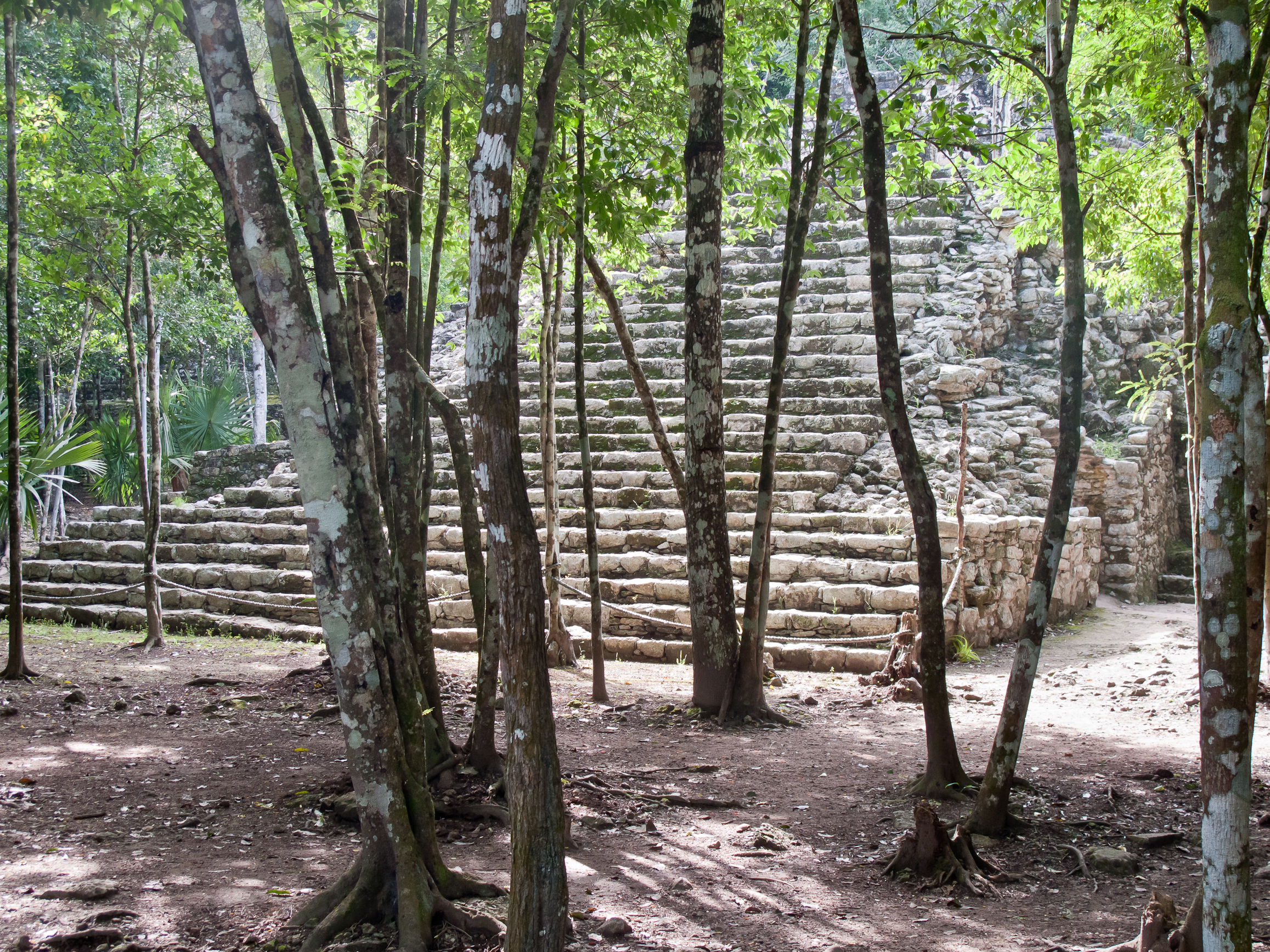
Cobá, Quintana Roo. Clima tropical de sabana (Aw)
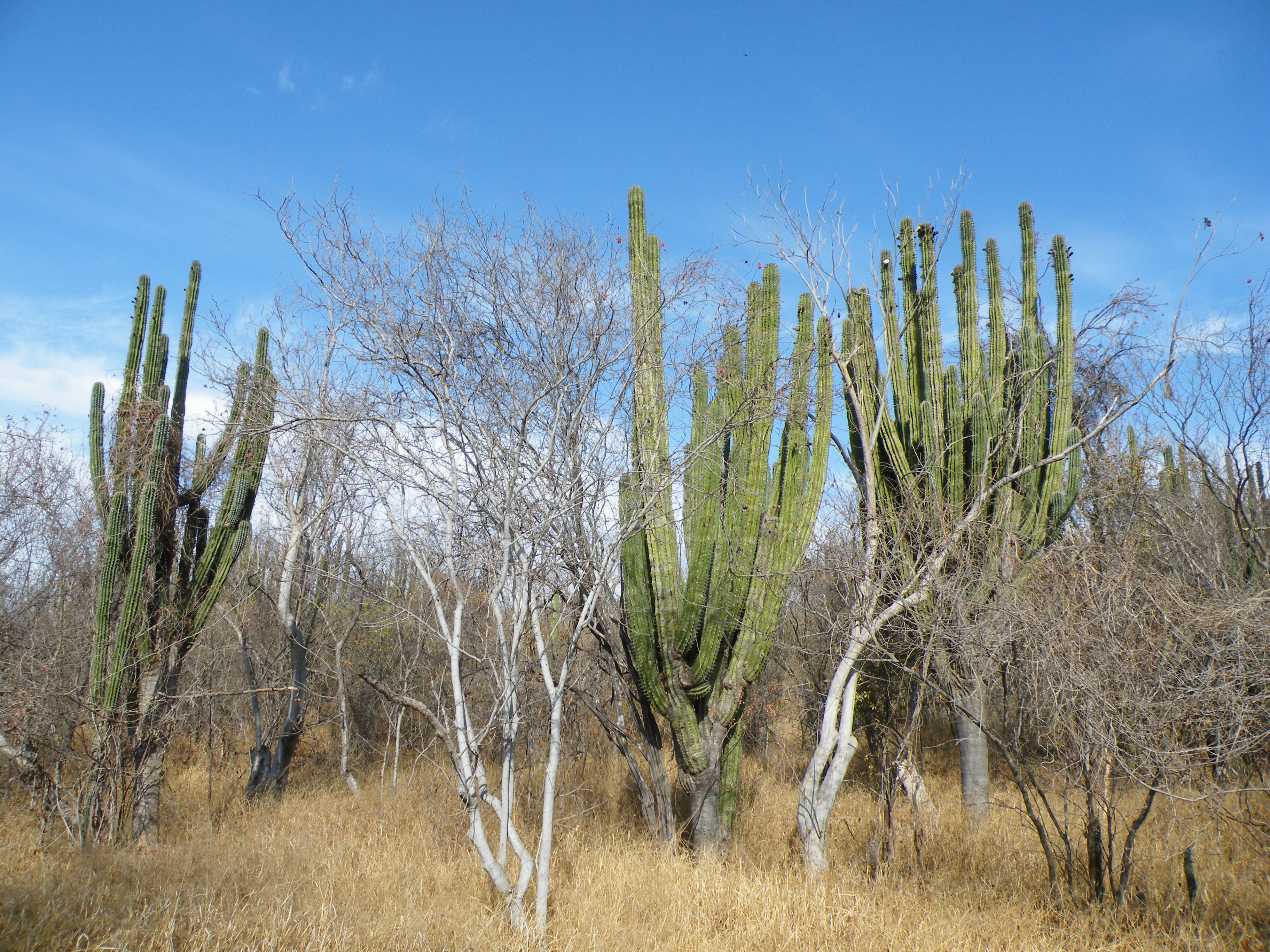
Guamúchil, Sinaloa. Clima seco estepario cálido (BSh)
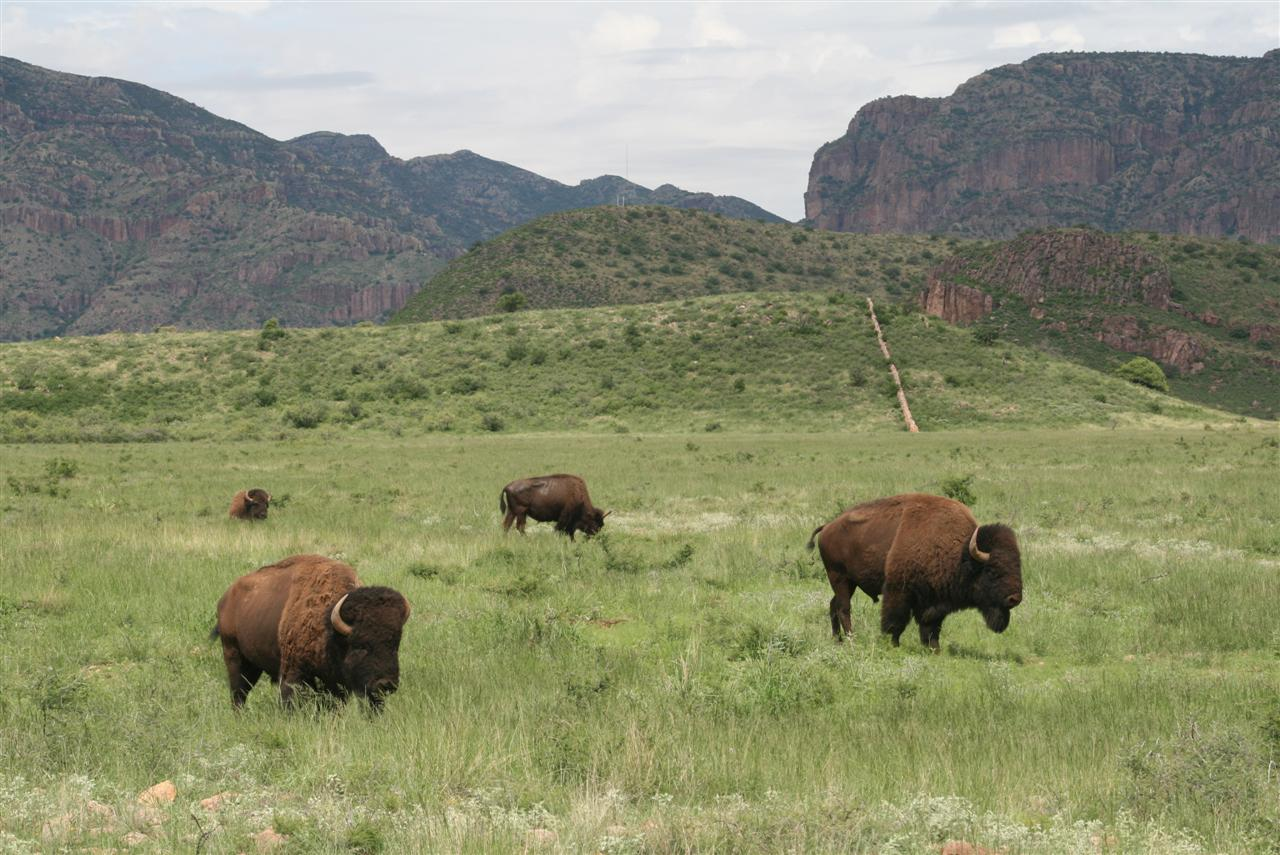
Reserva de la biósfera Janos, Chihuahua. Clima  seco estepario frío (BSk)
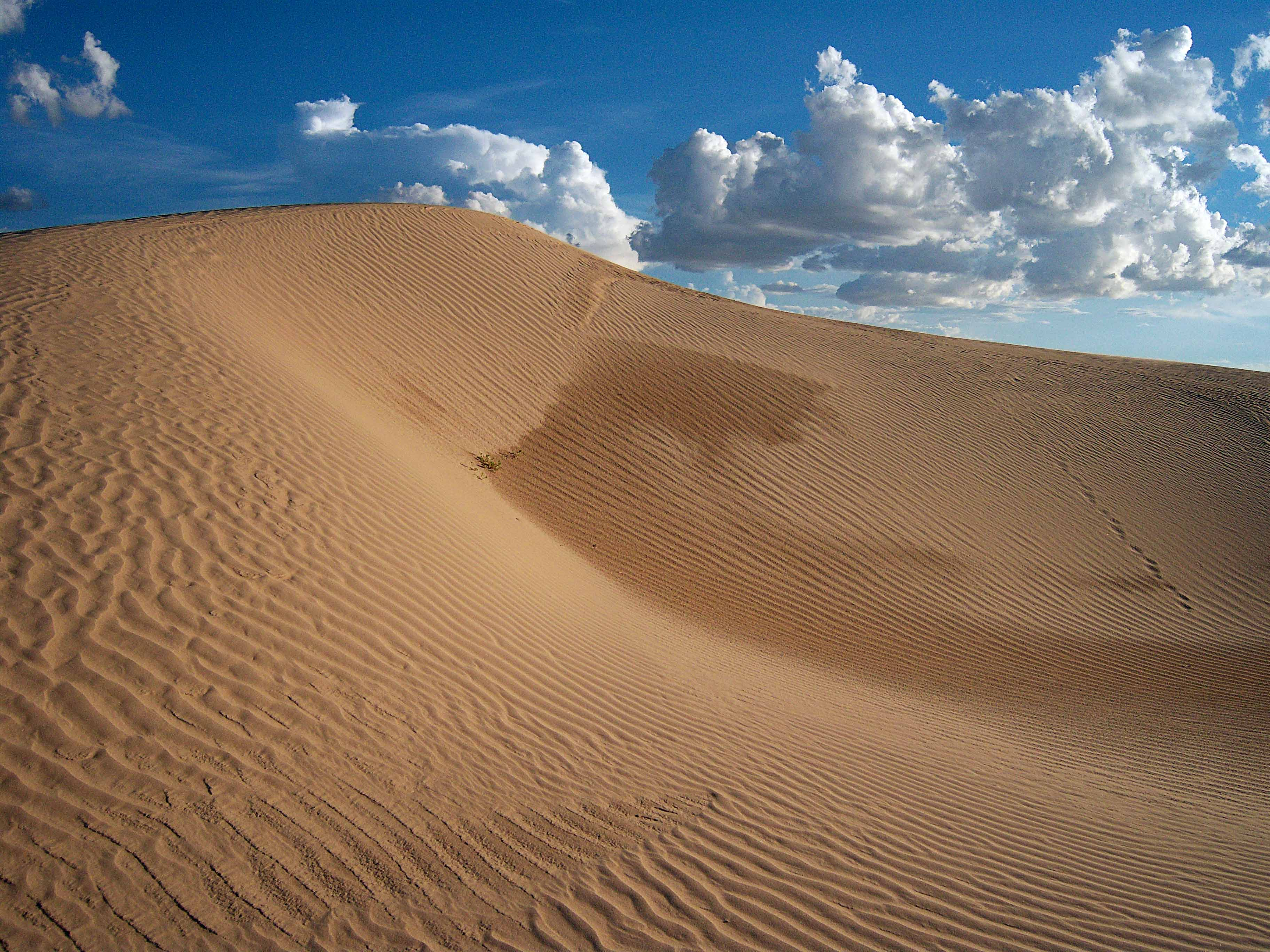
Dunas de Samalayuca, Chihuahua. Clima seco desértico cálido (BWh)
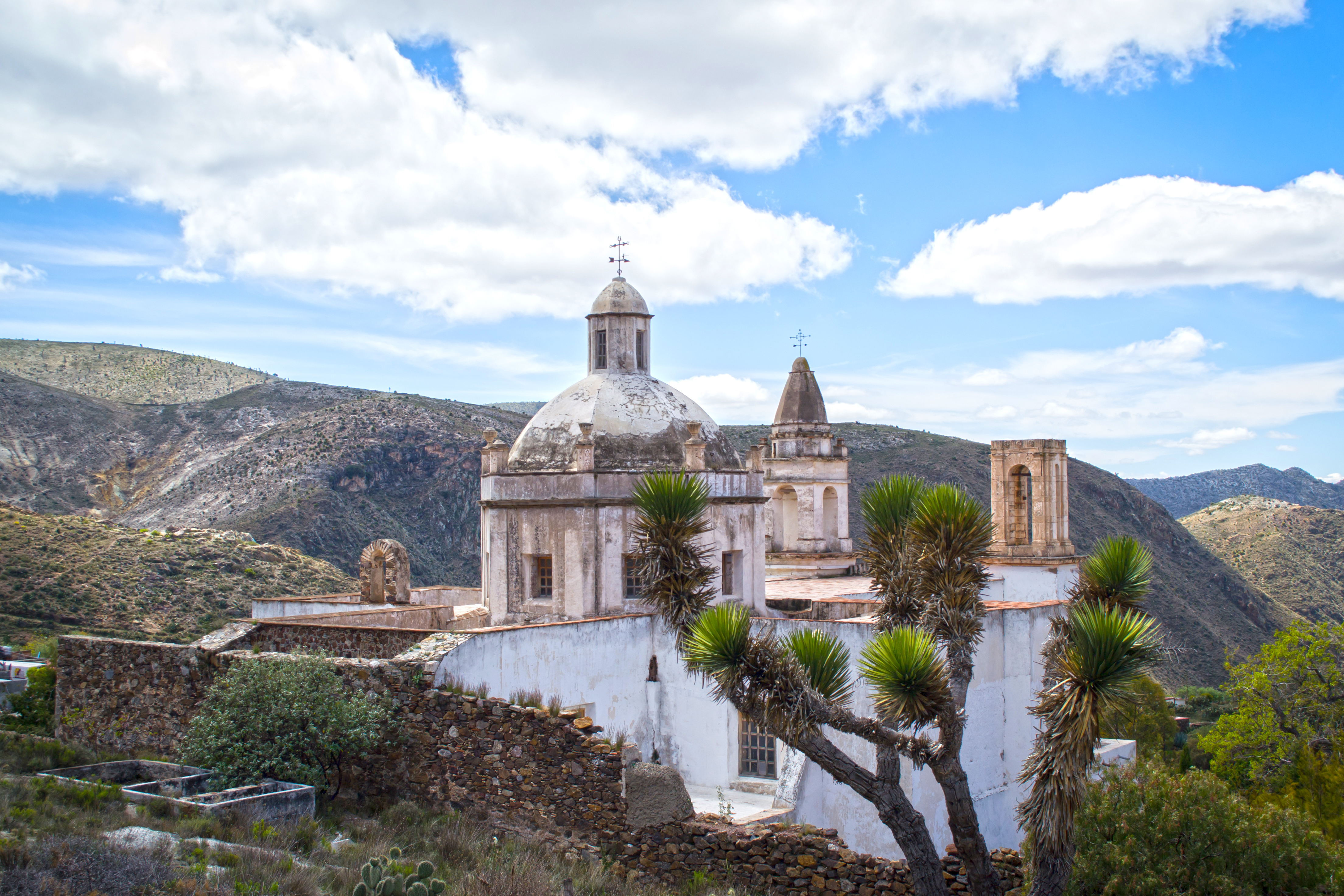
Real de Catorce, San Luis Potosí. Clima seco desértico frío (BWk)
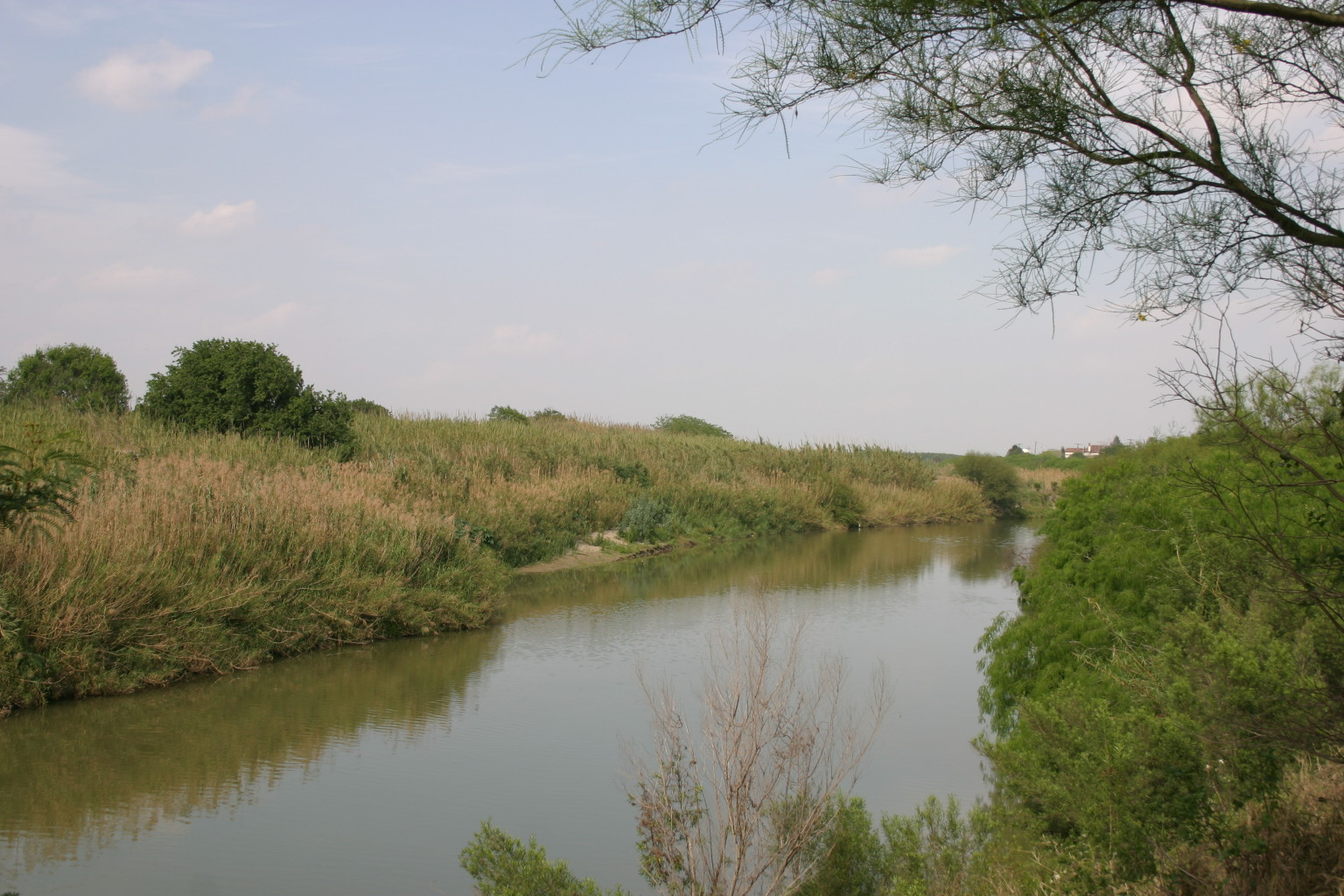
Río Bravo, Matamoros, Tamaulipas. Clima templado húmedo de verano cálido (Cfa)
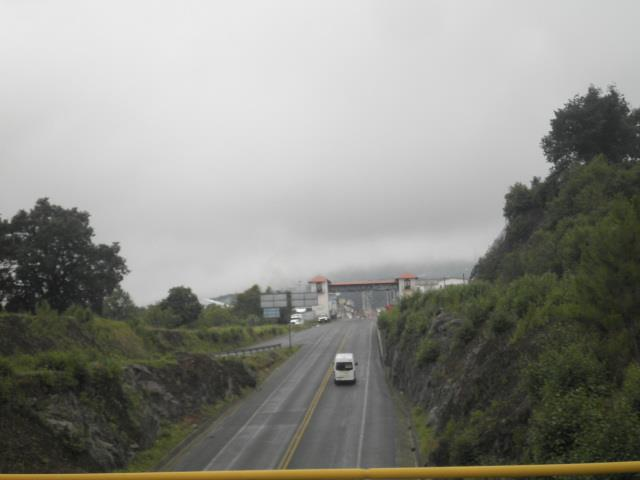
Teziutlán, Puebla. Clima templado húmedo de verano templado (Cfb)
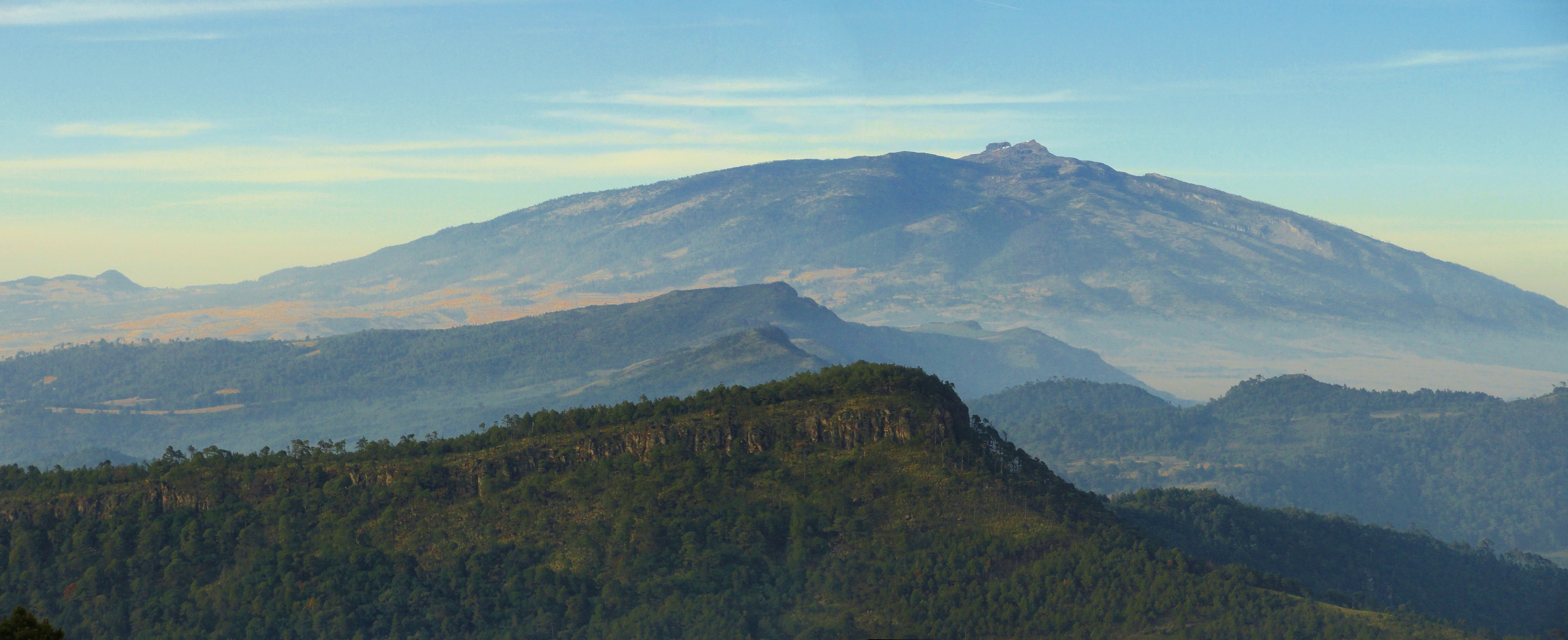
Cofre de Perote, Veracruz. Clima templado húmedo de verano frío (Cfc)
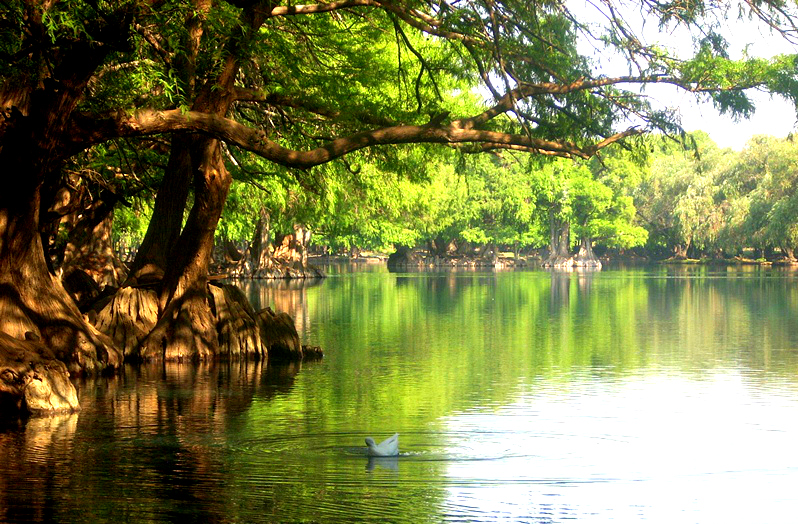
Lago de Camecuaro, Jalisco. Clima templado de verano cálido con lluvias en verano (Cwa)
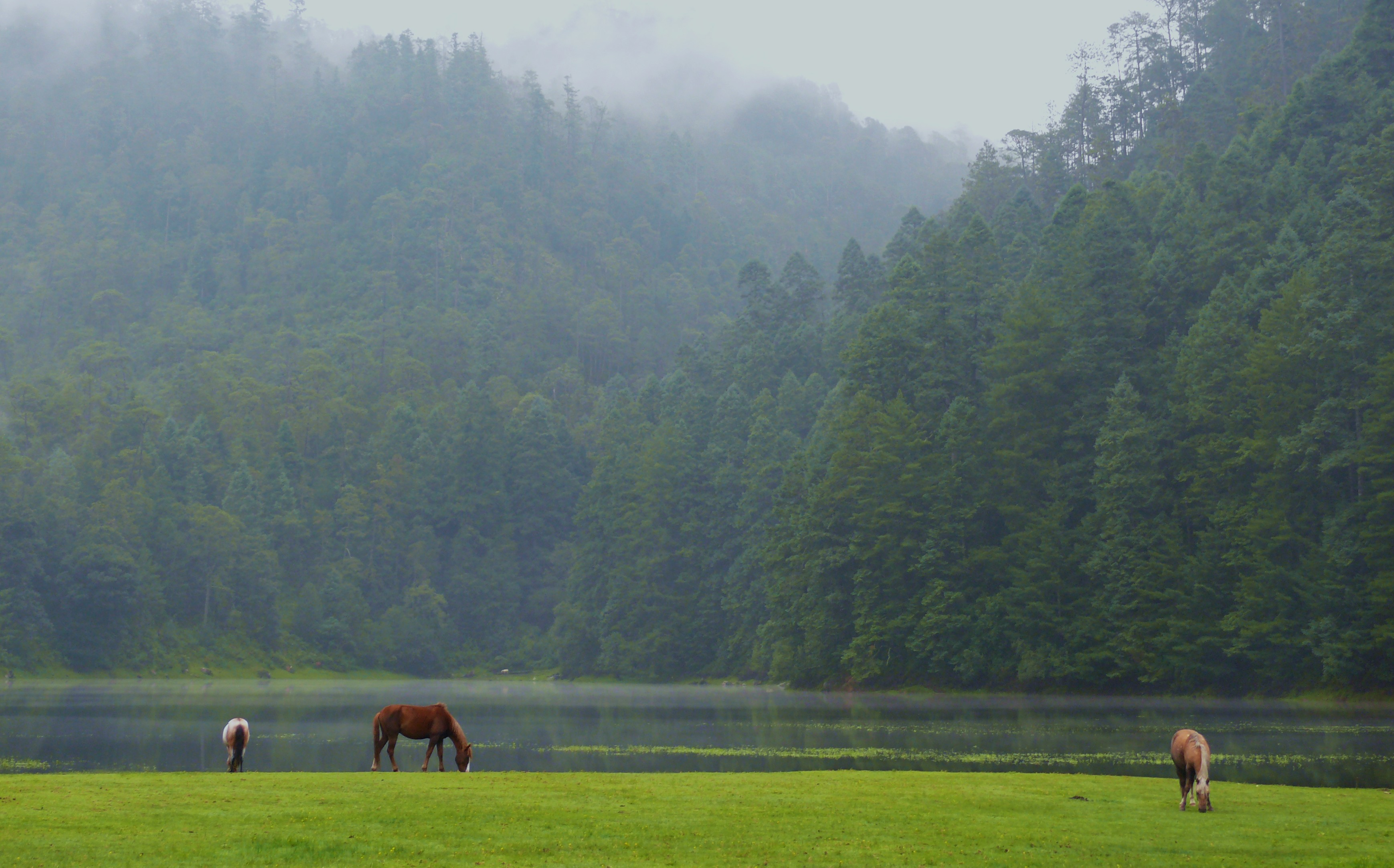
Lagunas de Zempoala, Estado de México-Morelos. Clima templado de verano templado con lluvias en verano (Cwb)
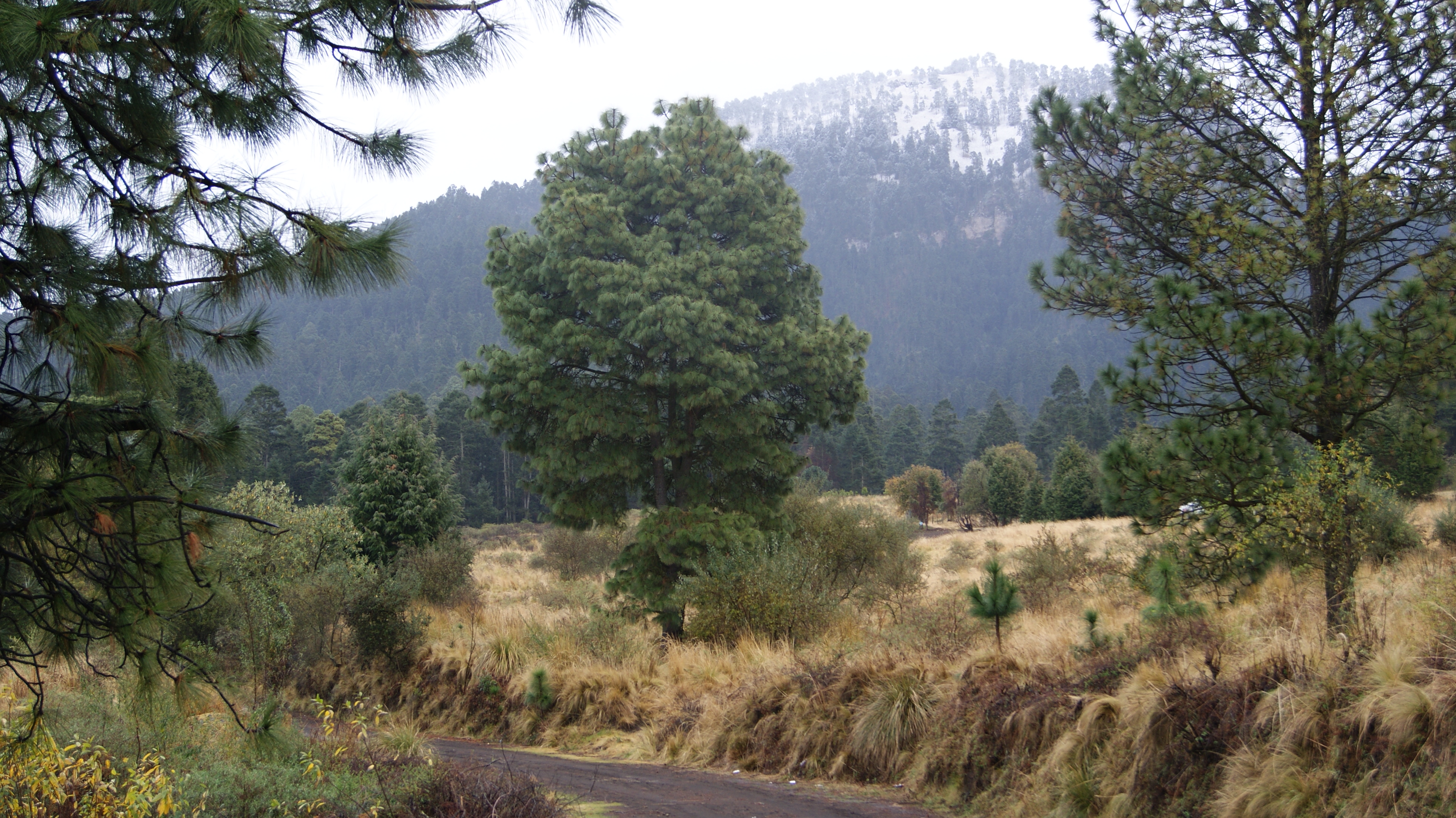
Parque Izta-Popo, Puebla-Estado de México-Morelos. Clima templado de verano frío con lluvias en verano (Cwc)
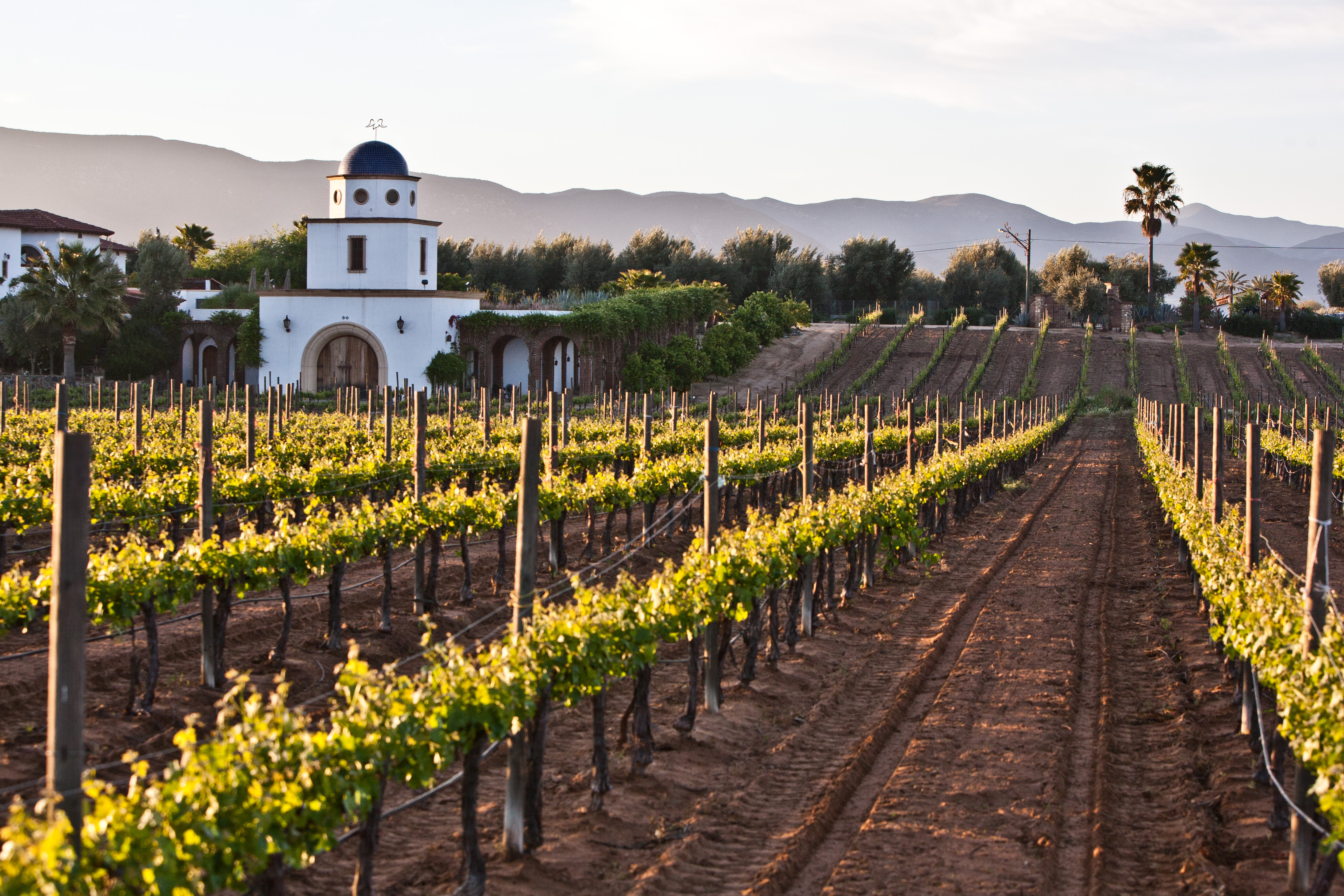
Baja California. Clima templado de verano cálido con lluvias en invierno -Mediterráneo- (Csa)
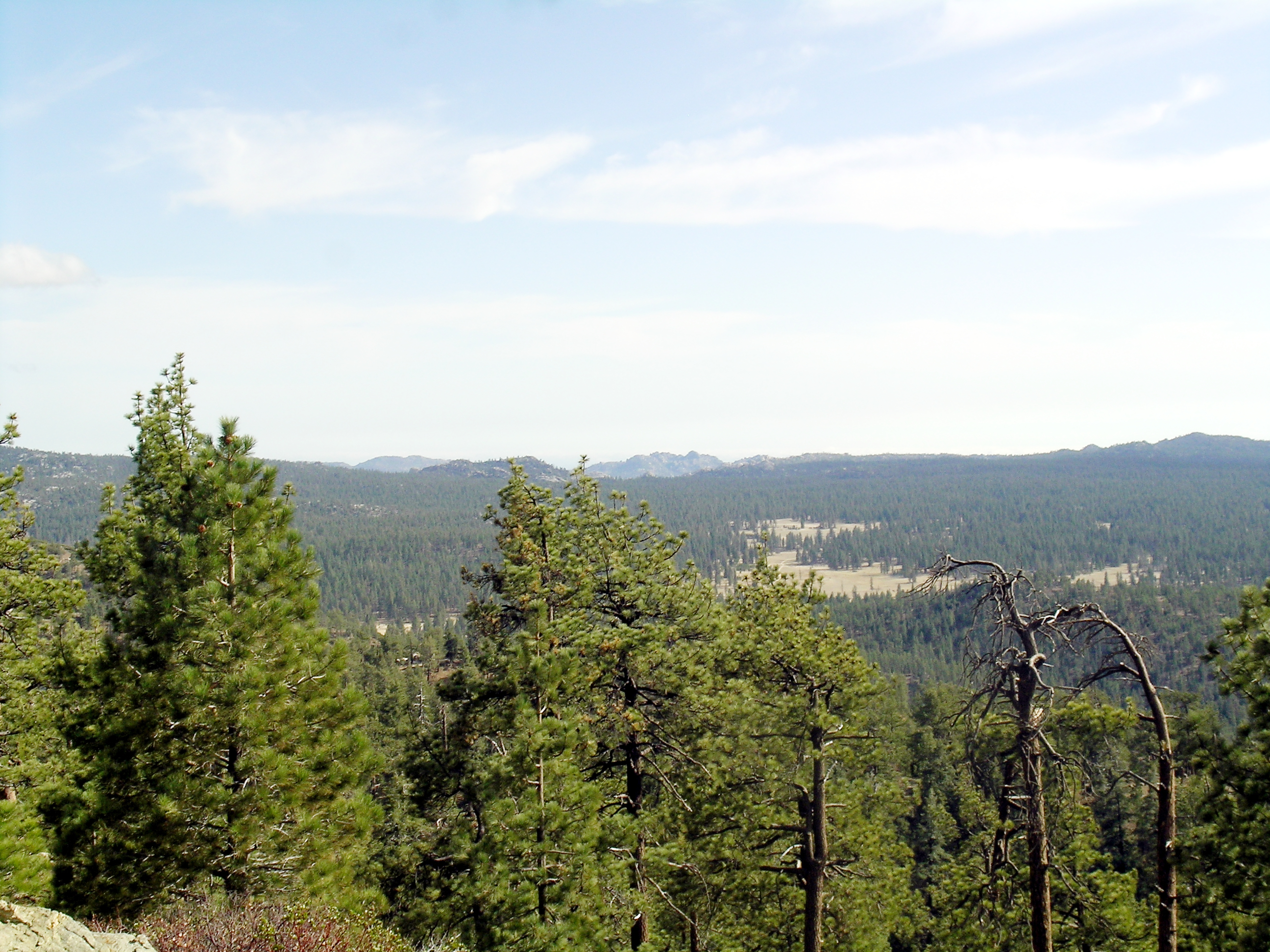
Sierra de San Pedro Mártir, Baja California. Clima templado de verano templado con lluvias en invierno -Mediterráneo- (Csb)
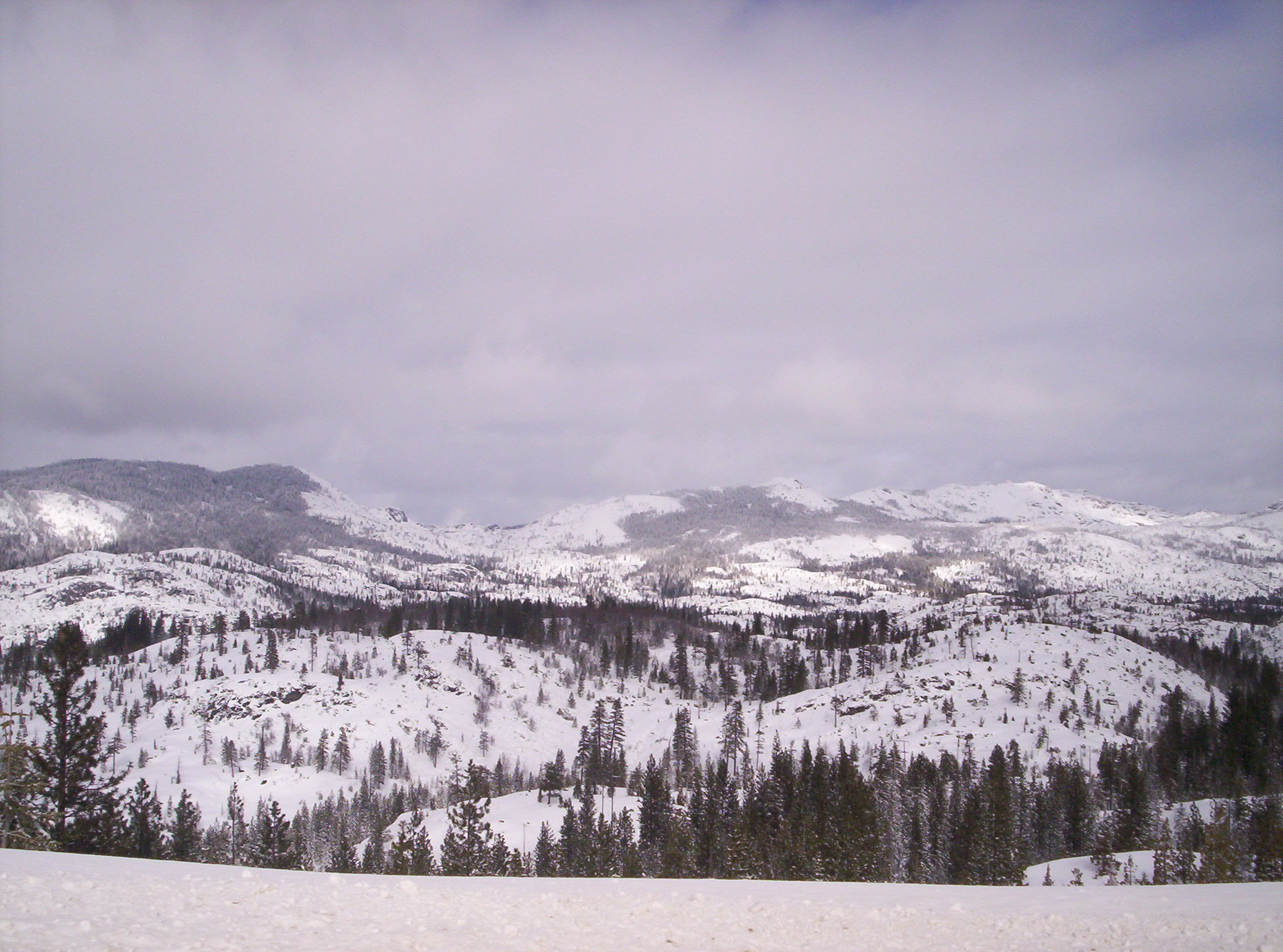
Parque Nacional Cascadas de Basaseachi, Chihuahua. Clima continental monzónico de verano fresco (Dwb)
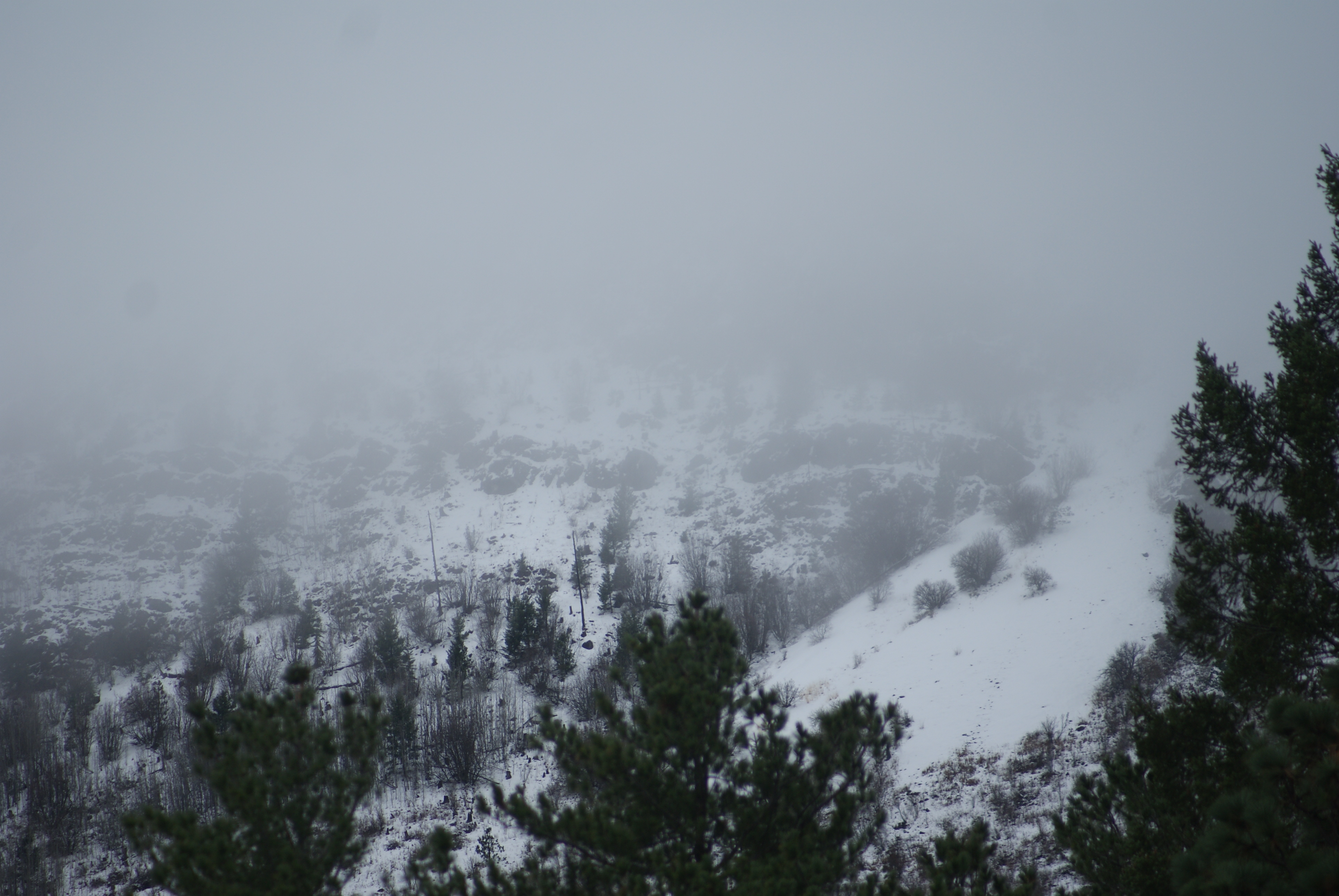
Arteaga, Coahuila. Clima continental húmedo de verano frío -subártico- (Dfc)
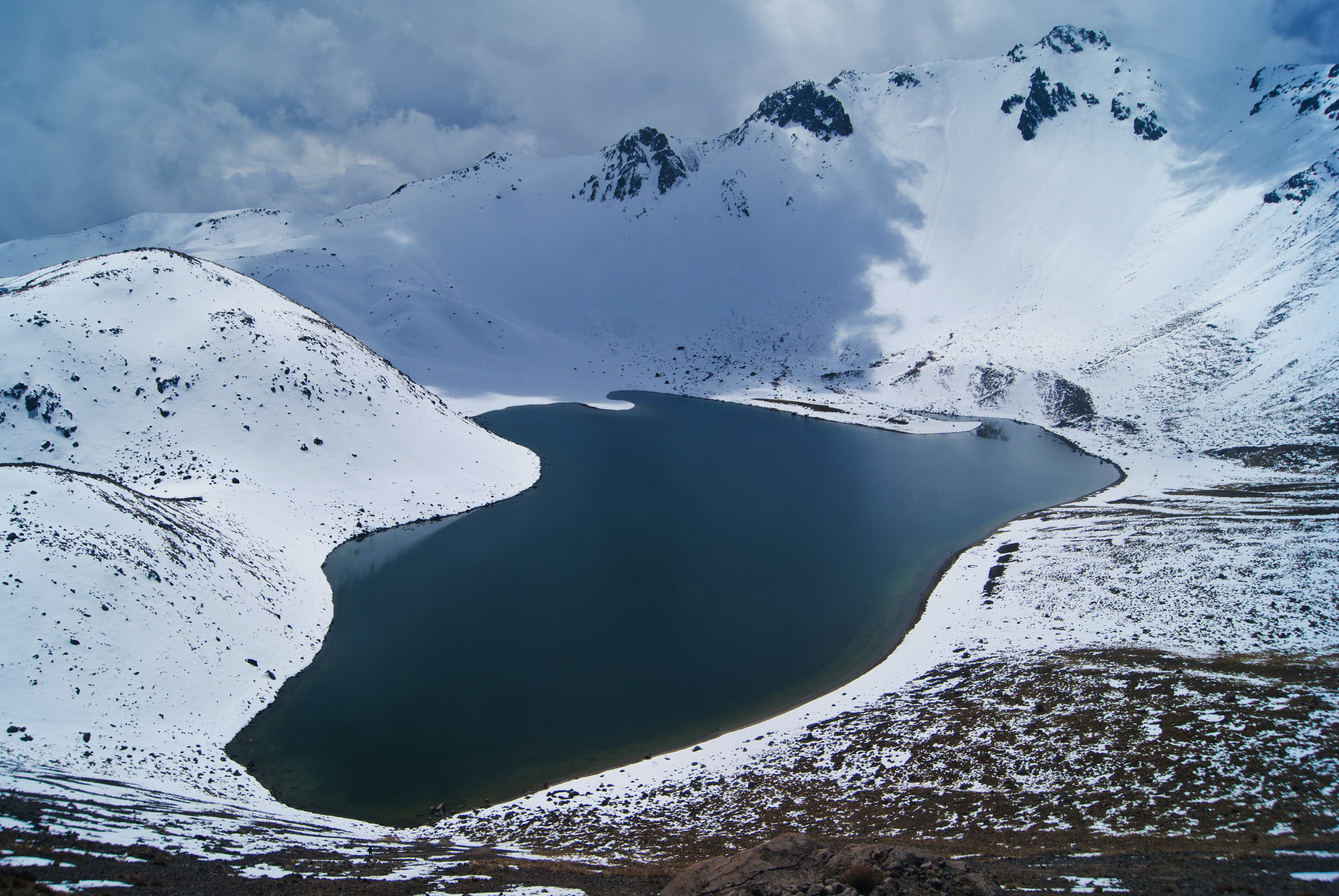
Nevado de Toluca, Estado de México. Clima de tundra alpina (ETH)
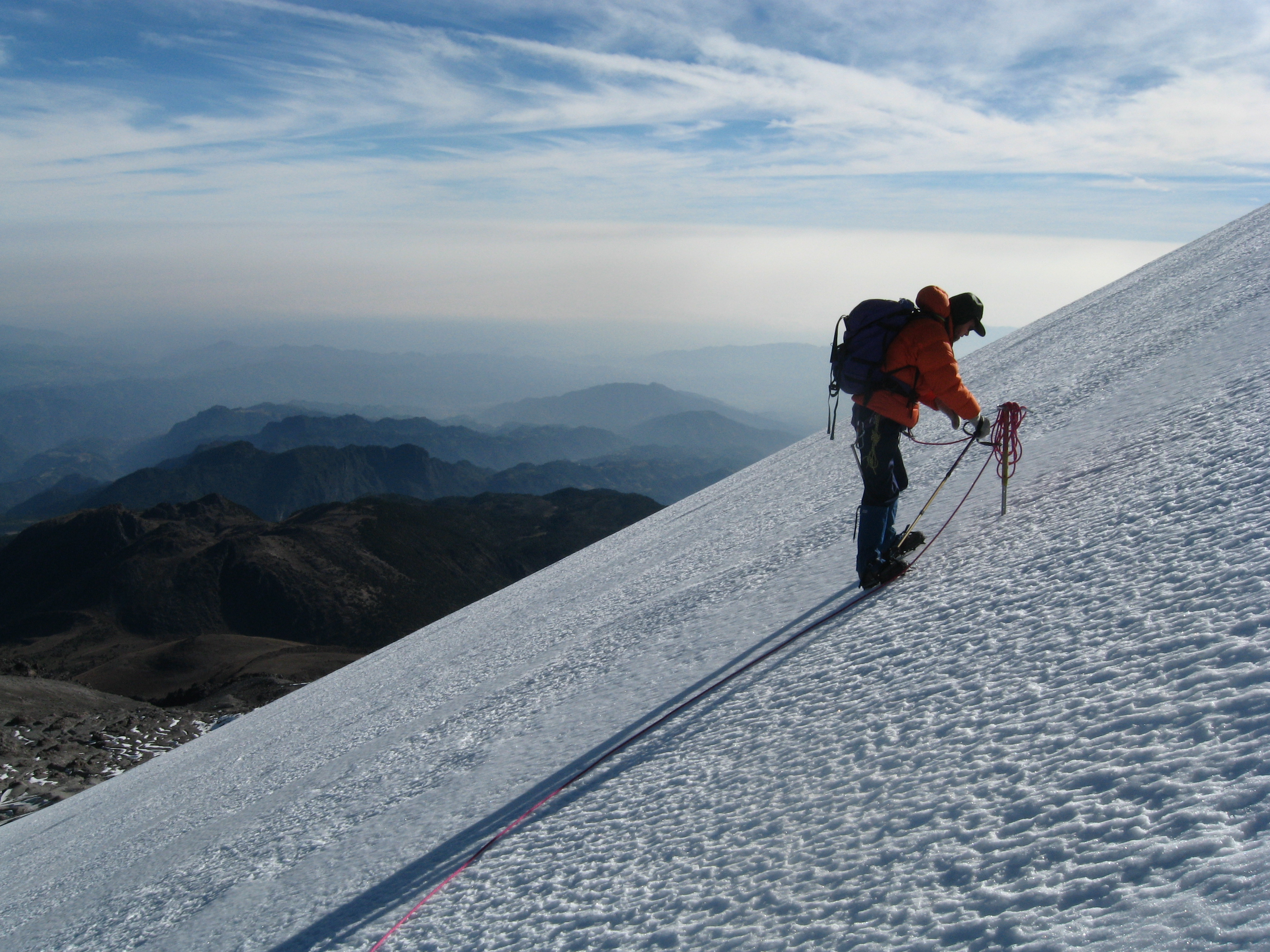
Pico de Orizaba, Puebla-Veracruz. Clima glacial -casquete de hielo- (EFH)
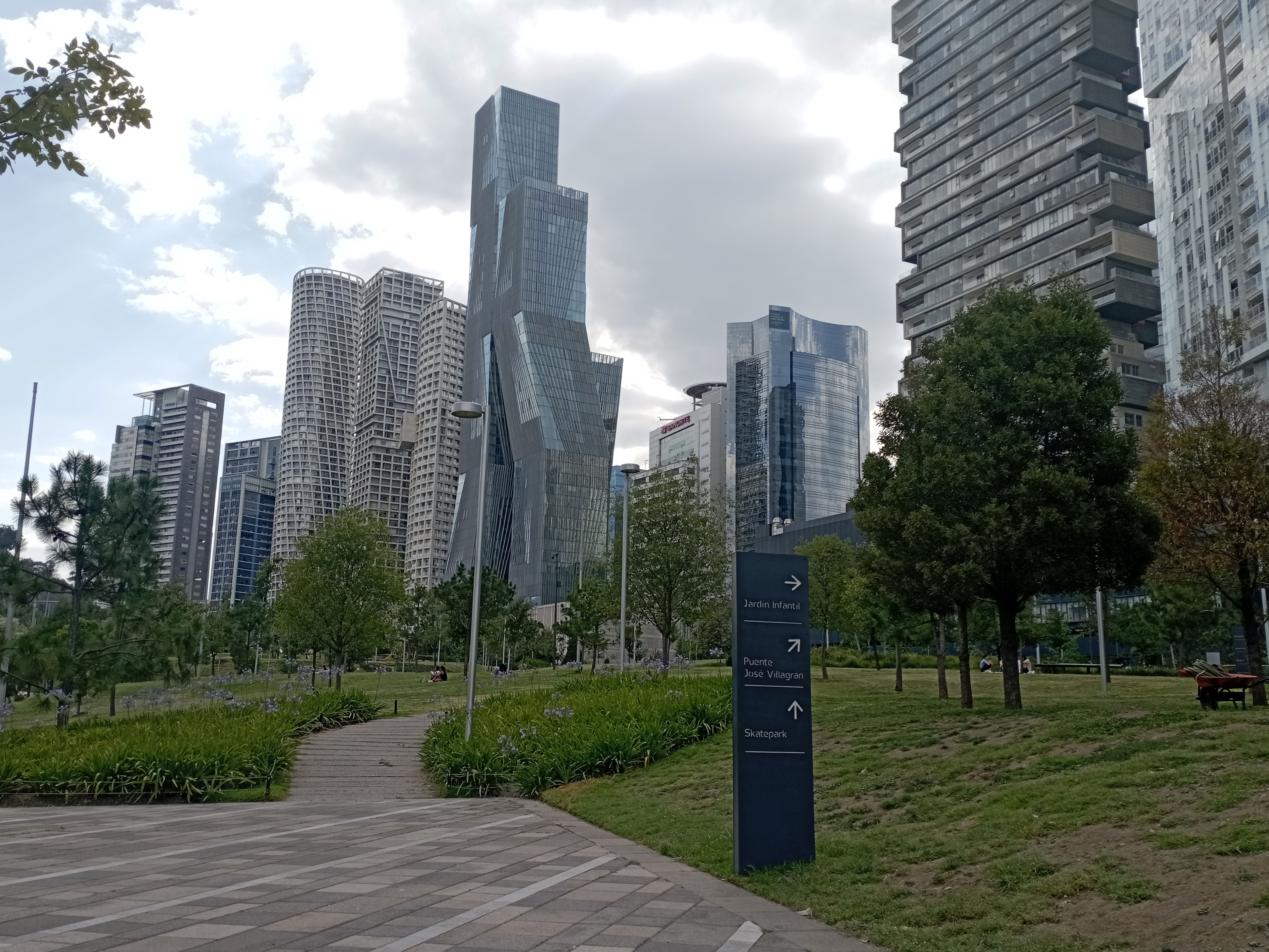
Ciudad de México. Clima templado de invierno seco (Cwb)
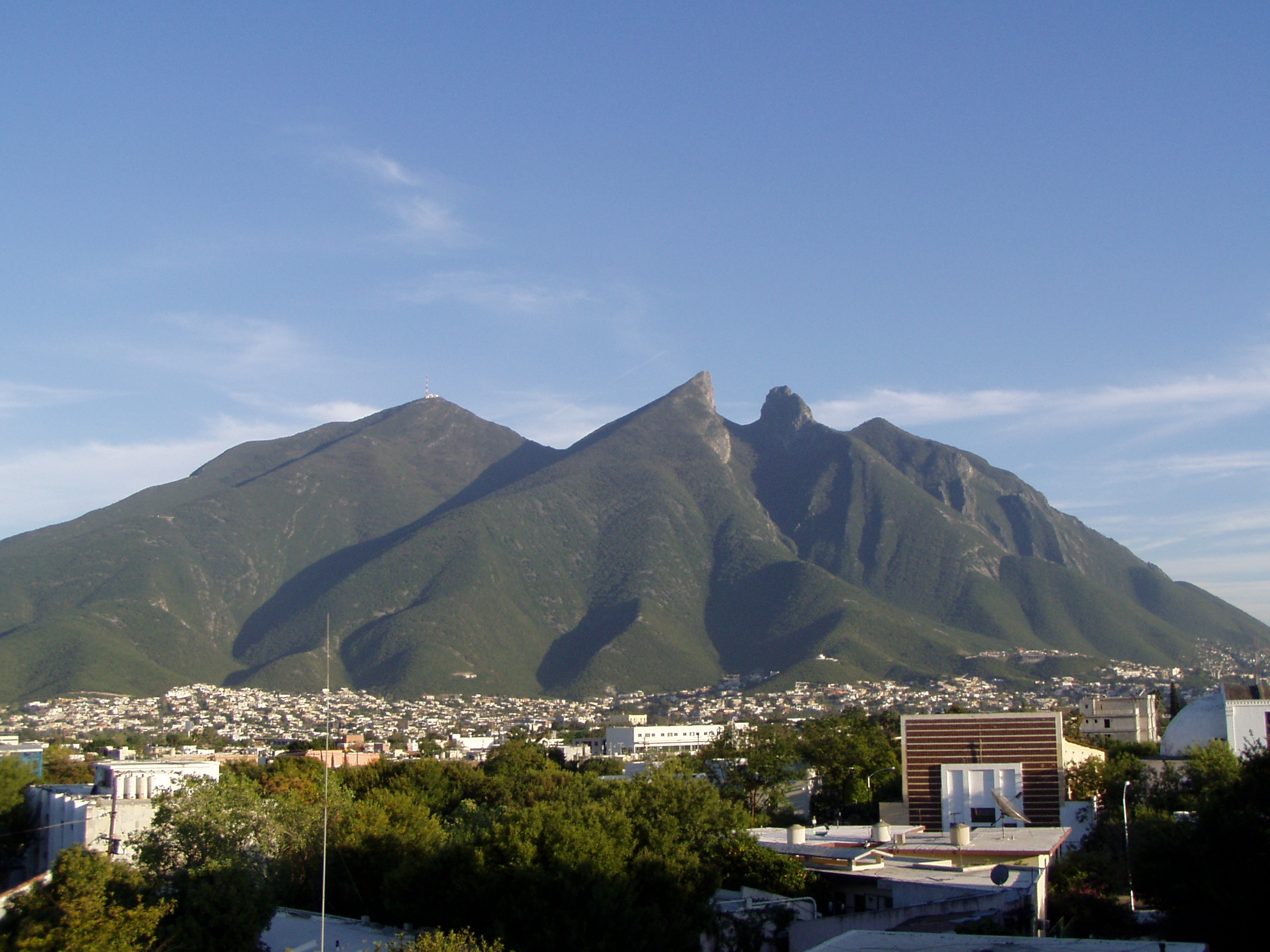
Monterrey, Nuevo León. Clima seco estepario cálido (BSh)
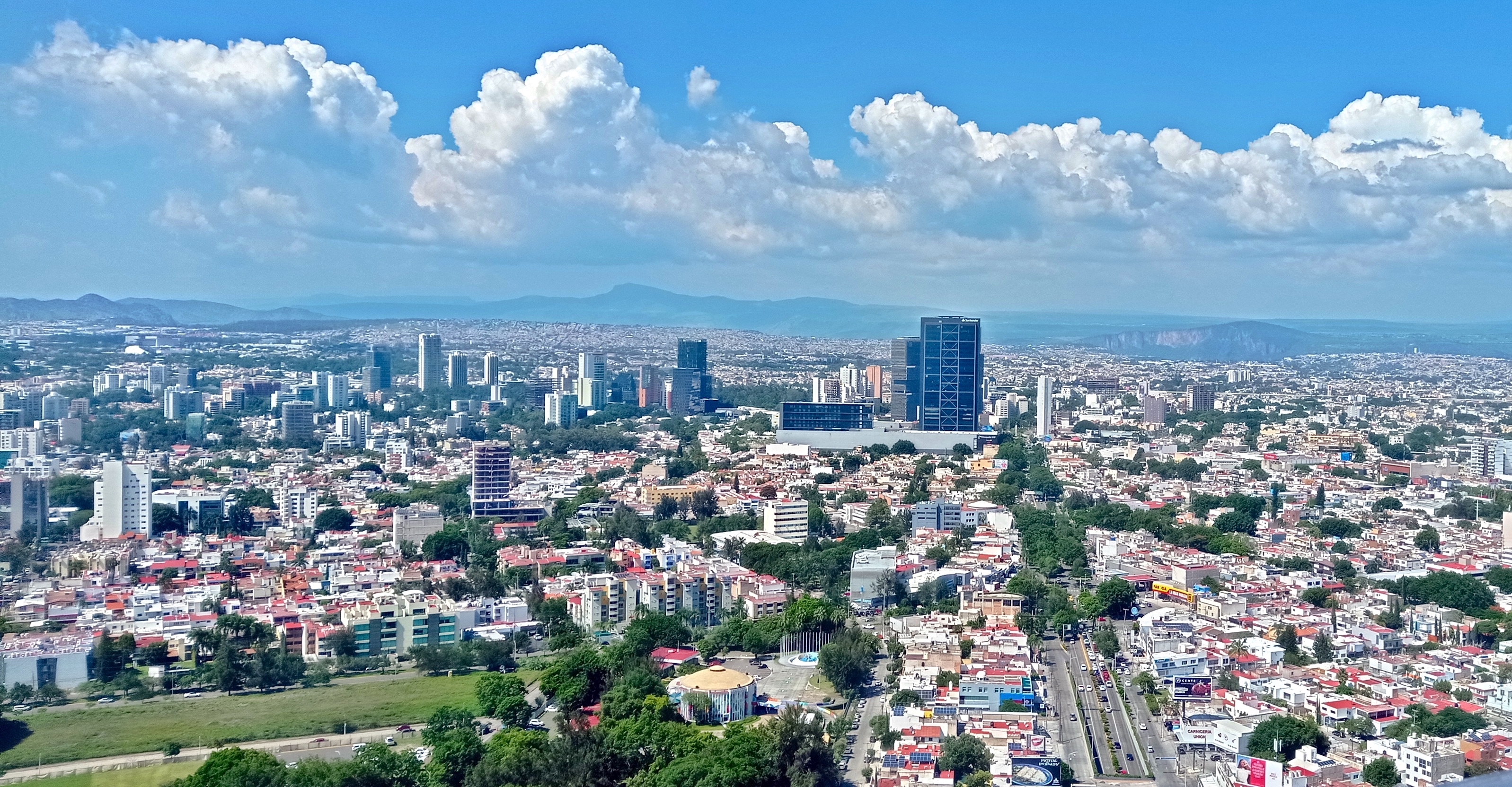
Guadalajara, Jalisco. Clima templado de verano cálido con lluvias en verano (Cwa)
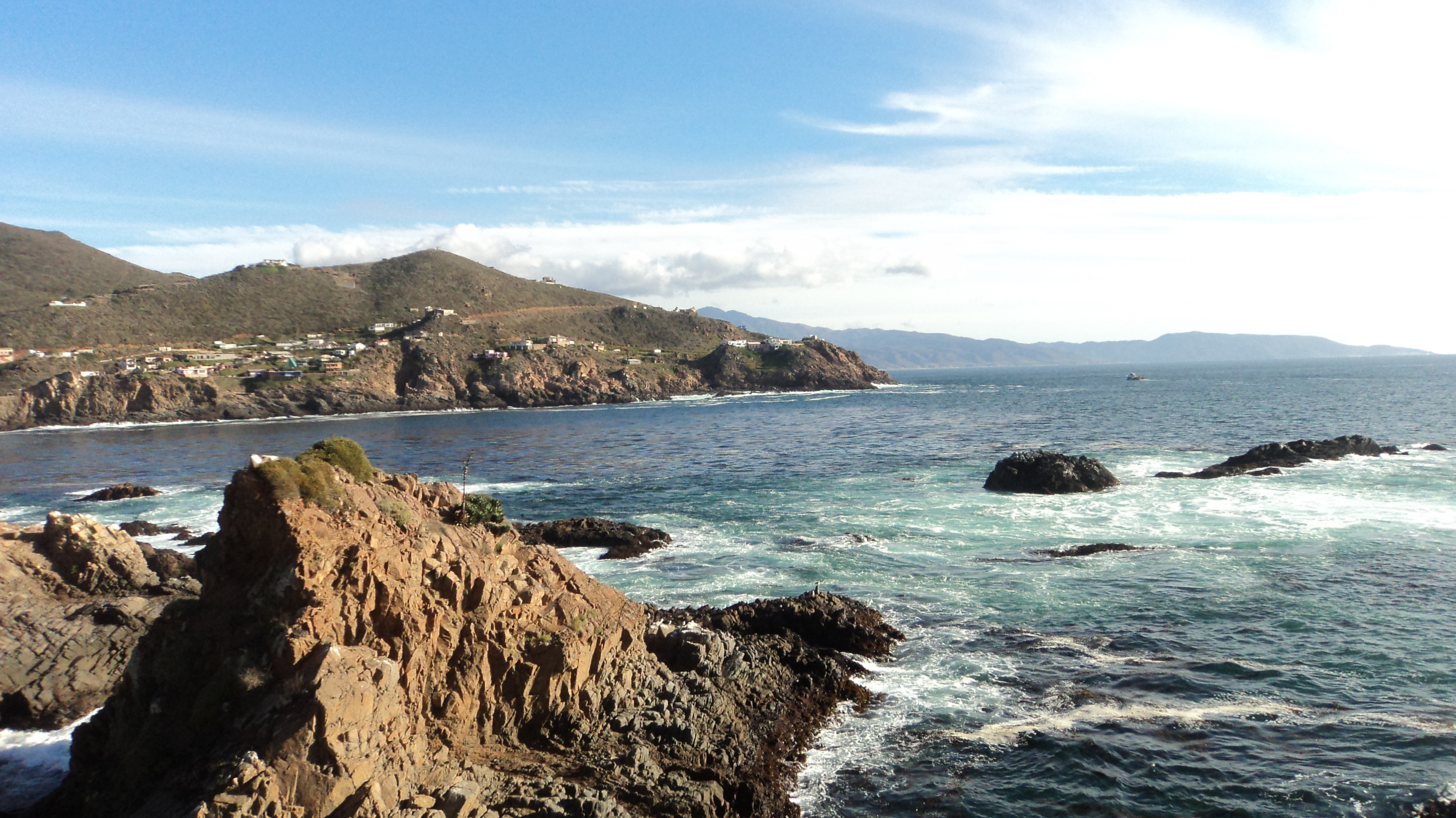
Ensenada, Baja California. Clima templado de verano cálido con lluvias en invierno -Mediterráneo- (Csa)

## Cambio climático
El cambio climático en México se refiere a los efectos del cambio climático en México. Las proyecciones indican que México sufrirá una disminución significativa en las precipitaciones anuales y aumentos en las temperaturas. Esto ejercerá presión sobre la economía, las personas y la biodiversidad de muchas partes del país, que tienen grandes climas áridos o cálidos. El cambio climático ya ha afectado la agricultura, la biodiversidad y los medios de vida de los agricultores, lo que ha empujado la migración. También se han visto afectadas «el agua, la salud, la contaminación del aire, la interrupción del tráfico por inundaciones y la vulnerabilidad de las viviendas a los deslizamientos de tierra».
Los patrones de precipitación alterados y el aumento de las temperaturas han llevado a la inseguridad económica en México, particularmente para los pequeños agricultores que producen los cultivos de México económica y culturalmente importantes: maíz y café. Los impactos del cambio climático son especialmente severos en la Ciudad de México debido al aumento de la contaminación del aire. Los impactos ecológicos del cambio climático dentro de México incluyen reducciones en la conectividad del paisaje y patrones migratorios cambiantes de los animales. Además, el cambio climático en México está vinculado al comercio mundial y los procesos económicos que se relacionan directamente con la seguridad alimentaria mundial.

## Registros meteorológicos

### Temperatura
- Calor: 52.5 °C (126.5 °F) en San Luis Río Colorado, Sonora el 15 de junio de 1966[15]
- Frío: −30.4 °C (−22.7 °F) en Villa Ahumada, Chihuahua el 11 de enero de 1962[16]

### Precipitación
- Récord de precipitaciones durante 24 horas del Hemisferio occidental: 1633,98 mm (64,33 pulgadas) durante el período de 12:30 Tiempo Universal Coordinado del 21 de octubre de 2005 a 12:30 UTC del 22 de octubre de 2005 en Isla Mujeres, Quintana Roo durante el paso del Huracán Wilma.[17] También es récord para el Hemisferio Norte.[18]

### Ciudades y localidades más importantes en cada clima
Af Tropical húmedo: 
- Martínez de la Torre (Veracruz)
- Palenque (Chiapas)
- Macuspana (Tabasco)
- Tenosique (Tabasco) (limitando con Am)
- Misantla (Veracruz)
- Teapa (Tabasco)
- San Juan Bautista (Oaxaca)

Am Tropical monzónico:
- Villahermosa (Tabasco)
- Tapachula (Chiapas)
- Coatzacoalcos (Veracruz)
- Cárdenas (Tabasco)
- Córdoba (Veracruz) (limitando con Cfa)
- Tuxtepec (Oaxaca)
- Minatitlán (Veracruz)
- San Andrés Tuxtla (Veracruz)
- Ocosingo (Chiapas)
- Comalcalco (Tabasco)
- Loma Bonita (Oaxaca)

Aw Tropical de sabana:
- Mérida (Yucatán)
- Cancún (Quintana Roo)
- Acapulco (Guerrero)
- Tuxtla Gutiérrez (Chiapas)
- Mazatlán (Sinaloa)
- Veracruz (Veracruz)
- Cuernavaca (Morelos)
- Playa del Carmen (Quintana Roo)
- Tampico (Tamaulipas)
- Campeche (Campeche)
- Chilpancingo (Guerrero)
- Puerto Vallarta (Jalisco)
- Ciudad del Carmen (Campeche)
- Poza Rica (Veracruz)
- Chetumal (Quintana Roo)
- Manzanillo (Colima)
- Cuautla (Morelos)
- Colima (Colima)
- Ciudad Valles (San Luis Potosí)
- Iguala (Guerrero)
- Lázaro Cárdenas (Michoacán)
- Acayucan (Veracruz)
- Tehuantepec (Oaxaca)

BSh Semiárido cálido:
- León (Guanajuato) (limitando con Cwa)
- Monterrey (Nuevo León)
- Chihuahua (Chihuahua)
- Saltillo (Coahuila)
- Aguascalientes (Aguascalientes)
- San Luis Potosí (San Luis Potosí)
- Culiacán (Sinaloa)
- Querétaro (Querétaro)
- Reynosa (Tamaulipas)
- Nuevo Laredo (Tamaulipas)
- Celaya (Guanajuato)
- Tehuacán (Puebla)
- Monclova (Coahuila) (limitando con BWh)
- San Juan del Río (Querétaro) (limitando con BSk)
- Piedras Negras (Coahuila)
- Ciudad Acuña (Coahuila)
- Lagos de Moreno (Jalisco)
- Apatzingán (Michoacán)
- Tecomán (Colima) (limitando con Aw)
- San Francisco del Rincón (Guanajuato) (limitando con Cwa)
- Guamúchil (Sinaloa)
- Río Verde (San Luis Potosí)

BSk Semiárido frío:
- Durango (Durango)
- Ciudad Cuauhtémoc (Chihuahua)
- Nogales (Sonora)
- Fresnillo (Zacatecas)
- Zacatecas (Zacatecas)
- Hidalgo del Parral (Chihuahua) (limitando con BSh)
- Agua Prieta (Sonora)
- Nuevo Casas Grandes (Chihuahua) (limitando con BWk)
- Santiago Papasquiaro (Durango)
- La Junta (Chihuahua)
- Janos (Chihuahua) (limitando con BWk)

BSks - Con lluvias en invierno e influencia mediterránea
- Tijuana (Baja California)
- Ensenada (Baja California)
- Rosarito (Baja California)

BWh Árido cálido:
- Hermosillo (Sonora)
- Mexicali (Baja California)
- Torreon (Coahuila)
- Ciudad Obregón (Sonora)
- Gómez Palacio (Durango)
- Los Mochis (Sinaloa)
- La Paz (Baja California Sur)
- Cabo San Lucas (Baja California Sur)
- San Luis Río Colorado (Sonora)
- San José del Cabo (Baja California Sur)
- Delicias (Chihuahua)
- Navojoa (Sonora)
- Guaymas (Sonora)
- Ojinaga (Chihuahua)

BWk Árido frío:
- Ciudad Juárez (Chihuahua)
- Ascensión (Chihuahua)
- Villa Ahumada (Chihuahua)

Cfa Subtropical húmedo:
- Matamoros (Tamaulipas)
- Ciudad Victoria (Tamaulipas) (limitando con Cwa y BSh)
- Orizaba (Veracruz) (limitando con Cfb y Cwb)
- Cadereyta Jiménez (Nuevo León) (limitando con Cwa y BSh)
- Coatepec (Veracruz)
- Xicotepec (Puebla)
- Tamazunchale (San Luis Potosí) (limitando con Am)

Cfb Oceánico tipico:
- Xalapa (Veracruz)
- Teziutlán (Puebla)
- Huauchinango (Puebla)
- Zacatlán (Puebla)

Cfc Oceánico frío:
- El Conejo (Perote, Veracruz)
- Laderas y pico del volcan Cofre de Perote (Veracruz)

Cwa Subtropical monzónico:
- Guadalajara (Jalisco)
- Irapuato (Guanajuato)
- Tepic (Nayarit)
- Salamanca (Guanajuato) (limitando con BSh)
- Zamora (Michoacán)
- Ciudad Guzmán (Jalisco)
- Tepatitlán (Jalisco)
- Ocotlán (Jalisco)
- La Piedad de Cabadas (Michoacán)
- Moroleón (Guanajuato)

Cwb Templado subhúmedo:
- Ciudad de México
- Puebla (Puebla)
- Morelia (Michoacán)
- Uruapan (Michoacán)
- Pachuca (Hidalgo) (limitando con BSk)
- Oaxaca (Oaxaca)
- Toluca (Estado de México)
- San Cristóbal de Las Casas (Chiapas)
- Comitán (Chiapas)
- Guanajuato (Guanajuato) (limitando con Cwa)
- Tlaxcala (Tlaxcala)

Cwc Subalpino subhúmedo:
- Raíces (Zinacantepec, Estado de México)
- Laderas de los volcanes; Popocatépetl, Iztaccíhuatl, Pico de Orizaba, Malinche y Nevado de Toluca.

Csa Mediterráneo típico:
- Tecate (Baja California)
- Cananea (Sonora)
- Moris (Chihuahua)

Csb Mediterráneo oceánico:
- Madera (Chihuahua)*
- San Rafael (Chihuahua)*
- El Largo (Chihuahua)*
- Sierra de Juárez (Baja California)
- Sierra de San Pedro Mártir (Baja California)
- Sierra de Cananea (Sonora)

* A pesar de que las 3 localidades mencionadas se ajustan a los veranos frescos del clima Csb y tienen tanto lluvias como nevadas en invierno, son de influencia monzónica (mayor parte de lluvias en verano), por lo que no son cosideradas bajo este clima Csb en algunos mapas y fuentes de información climática. 

Dfc Continental húmedo de verano frío:
- Se localiza solamente en la alta montaña en la Sierra de Arteaga (Coahuila)

Dwb Continental monzónico de verano fresco:
- Se localiza solamente en la alta montaña de la Sierra Madre Occidental en los estados de Chihuahua y Durango; en la Sierra Tarahumara (Chihuahua), el Cerro Mohinora (Chihuahua) y en el Parque Nacional Basaseachi (Chihuahua)

ET Tundra:
- Se localiza solamente en los picos de los volcanes; Popocatépetl, Iztaccíhuatl, Pico de Orizaba, Malinche, Nevado de Toluca y Sierra Negra.

### Otro
- Ciclón tropical más intenso en el hemisferio occidental: 879 hPa (25,96 inHg); ojo del Huracán Patricia, 23 de octubre de 2015.[19]